# Четверіков Олександр Дмитрович
Олександр Дмитрович Четверіков (30 липня 1992, м. Новомосковськ, нині Самар — 15 травня 2023, Бахмутський напрямок, Донецька область) — український військовослужбовець, молодший лейтенант Збройних сил України, учасник російсько-української війни. Кавалер ордена «За мужність» III ступеня (2022).

## Життєпис
Олександр Четверіков народився 30 липня 1992 року в місті Новомосковську (нині Самар, Дніпропетровська область).
На фронті з 2014 року, учасник АТО.
Після початку широкомасштабного російського вторгнення знову на фронті. Служив командиром танкового взводу роти вогневої підтримки. Загинув 15 травня 2023 року на Бахмутському напрямку, що на Донеччині.
Похований в рідному місті.
Залишилися батьки та брат. Брат Руслан – учасник оборони Азовсталі наразі перебуває в рашистському полоні.[джерело?]

## Нагороди
- орден «За мужність» III ступеня (12 серпня 2022) — за особисту мужність і самовіддані дії, виявлені у захисті державного суверенітету та територіальної цілісності України, вірність військовій присязі[1];
- відзнака Президента України «За участь в антитерористичній операції».

## Військові звання
- молодший лейтенант;
- сержант.